# 土地使用分區

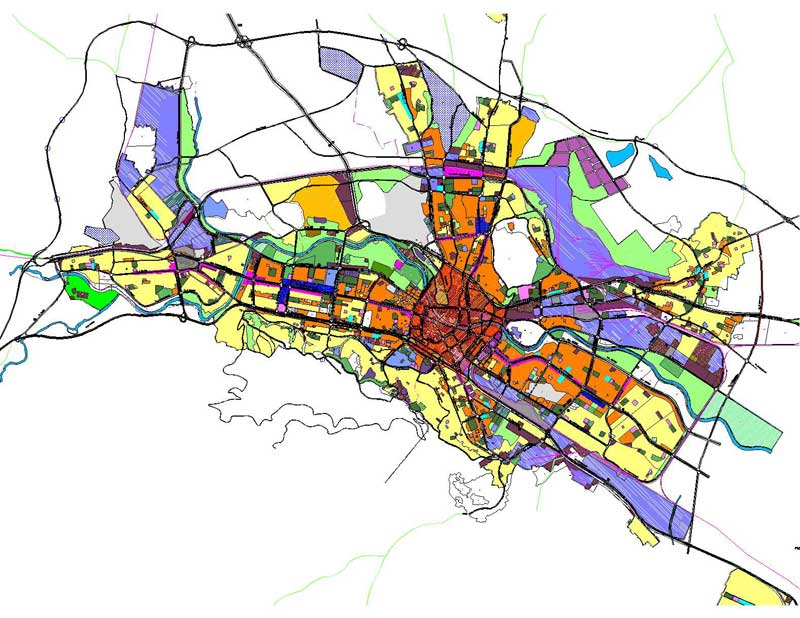
北馬其頓共和國斯科普里市總體空間規劃區劃方案。不同的分區由不同的顏色表示。

土地使用分區、土地使用区划，或直接简称为区划（英語：zone），是指將一座城市的土地劃分為允許或禁止某些用途（例如居住、工業）的各個區域的過程。 此外，有的區劃也對建築物的大小、體積和佈局加以管制。区划是地方政府用来实施城市规划的最常见的管理方式。分區的類型決定了具體的開發計劃是否能獲得开发许可。區劃可能規定土地的無條件或有條件的用途，它還可以指定土地面积的大小和尺寸以及建筑物的形式和规模。这些指导方针是为了指导城市的增长和发展而制定的。
城市规划相关部门将土地划分为允许各种用途的地区。因此，区划是一种土地使用规划技术手段，是大多数发达国家地方政府所使用的城市规划工具。“区划”一词源于划定地图区域的实践，这些地图区域规范了土地开发的用途、形式、设计和兼容性。法律上，很多国家的区划通常以条例（by-law）的形式制定，并有相应的程序。在一些国家，如中华人民共和国、加拿大（安大略省）或德国，区划必须符合上级（地区、州、省）的规划和政策声明。
區劃的種類繁多，其中一些關注管制建築形式和建築物與街道的關係，混合用途，即基於形態，而另一些則關注土地用途的劃分，即以用途為基礎或兩者的結合。
一些古代城市的規劃中也使用了城市功能佈局分區的手法，類似現在的區劃，如隋唐時期的「市坊制」。

## 范围
土地使用分區的主要目的是隔離被認為互不兼容的用途。實際上，區劃也用於防止新開發項目干擾現有用途和/或保留社區的「特徵」。但是，它未必總是實現這種目標的有效方法。.區劃通常由諸如縣或市的地方政府控制，不過區劃制度的特性可以由州或國家規劃當局，或透過授權立法來確定或限制。在澳大利亞，聯邦政府控制的土地不受州規劃的管制。美國和其他聯邦制國家也類似。法國和德國的區劃和城市劃受國家或聯邦法規的約束。在德國，該法規包括區劃規劃的內容以及法律程序。
區劃可能管制的內容包括對特定地段（例如開敞空間、住宅、農業、商業或工業用地）允許的活動類型、可進行這些活動的密度（從獨棟別墅等低密度住宅，到高層公寓樓等高密度住宅）、建築物的高度、建築可佔用的空間、建築物在地段上的位置（後退）、空間上各種類型的比例（例如有多少景觀空間、不透水地面、行車道，以及是否提供泊車位）。在德國，區劃包括涉及具體的綠地和補償法規的影響評估，還可能包括建築設計的管制。儘管目的相似，但是各個規劃系統如何將區劃納入其管理體系的細節各不相同。

## 种类

### 单一功能区划

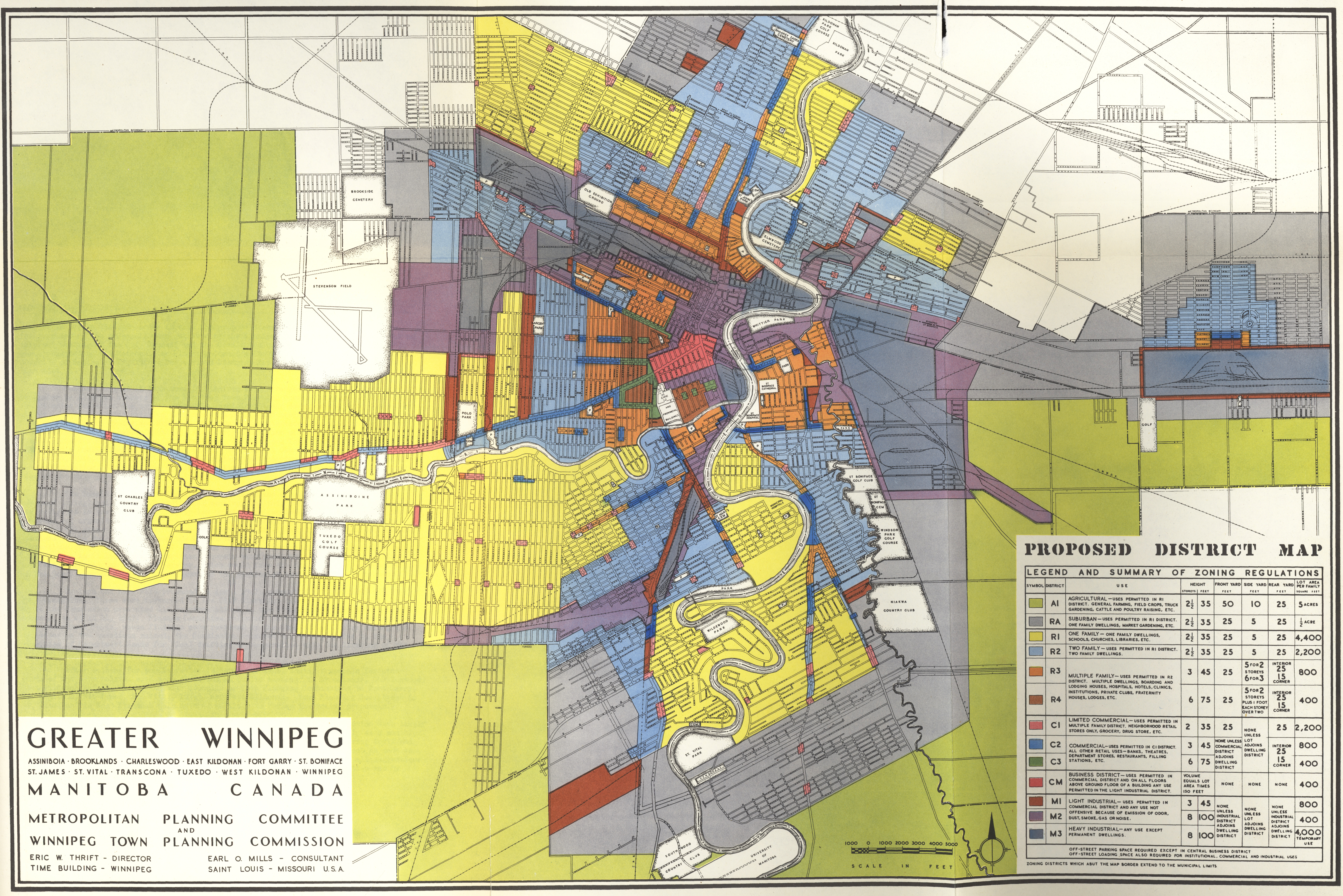
单一功能区划一例（Greater Winnipeg District地图，1947）

單一功能區劃（英語：single-use zoning），通常也被称为歐幾里得分區制（Euclidian zoning），是一种控制城市土地使用的规划方法。最早的单功能分区实践见于1900年代早期的美國纽约市，用于引导因移民带来的快速人口增长。土地按照功能被政府分为住宅、商业区和工业等区域。单功能分区被称为歐幾里得分區制，是因為它在俄亥俄州欧几里得市的一樁的司法案件——欧几里德村诉安布勒地产公司案（ 272 U.S. 365 (1926)）中獲得了合憲的地位。
自首次實施以來，單功能區劃就成了主導北美的區劃制度，大约有92%的美国城市采用了单功能区划。單功能分區制所产生的划分土地利用模式的可预测模型被许多评论家指责为在美国和其他地方明显的土地利用规划中出现的许多问题中起直接作用。批评者认为单功能分区导致了城市形态单调，比如催生了曼哈顿岛的蛋糕式摩天大楼；同时，单功能分区作为一个基本模型难以在城市中日益复杂的社会、政治和环境挑战中提供合适的解决方案。

#### 批判
欧几里得式分区所衍生的问题包括城市蔓延、都市衰退、环境污染、社会经济地位、负面经济影响和总体下降的生活质量。与高度分离的土地使用相关的土地使用因在受到上述问题影响的社区康复方面充满了法律障碍而受到批判。
简·雅各布斯在其著作《美国大城市的死与生》中批判了单功能区划。她认为单功能区划导致了市政基础设施和社会资本的破败，并导致了永久贫困社区的形成。
批评者还认为，将各种日常需要的用途分离开使步行变得不可能，人们不得不开车去满足他们的日常需要，导致了交通的增加。单功能区划和城市蔓延也被批评为使工作和家庭的平衡更难实现，因为融合不同的生活领域需要更大的距离跨度。

### 混合用途区划
混合用途發展（英語：mixed-use zoning），该种规划允许住宅、商业区和工业等土地使用处于同一区域。
都市发展活动家和作者珍·雅各在其对纽约市都市规划和土地使用分区的研究中发现，纽约市市區更新之所以常常失败就是因为在规划上偏向单一功能区划。她认为混合用途發展和可步行性是都市再开发的成功关键。她认为，都市的经济活力、便利性和安全感可因为混合用途發展的大幅改善，因为混合用途规划的都市在一天的任何时候都有足够的本地居民和外来访客，街上持续的“眼睛”确保了这类城市可以通过环境设计预防犯罪。:26,39–44

## 各地的土地使用分區制度

### 美國

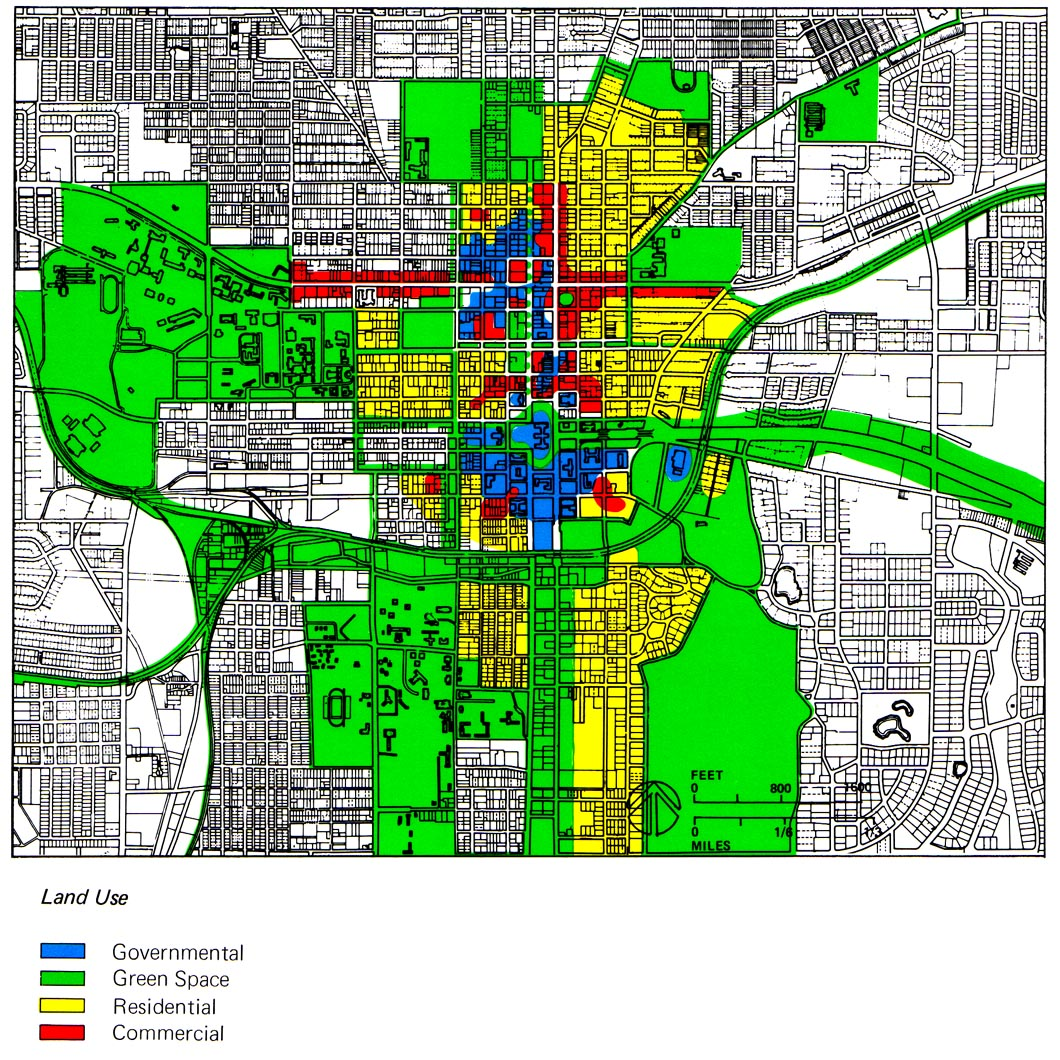
美國塔拉赫西市中心的區劃

根據警察權，州政府可以控制私有不動產。在該權力下，美國用專門的法律法規來限制允許開展特定業務類型的場所的歷史由來已久。1904年，洛杉矶在城市的一部分內建立了土地使用限制制度，這是全美首創。 1916年，纽约市通過了第一個區劃規劃，在全市範圍內施行，以應對諸如公正大厦過高、遮擋鄰近住宅的陽光的案例。這些法律建立了全國其他地區的區劃的模式。紐約市繼續制定越來越複雜的法規，包括容积率法規、空間權和針對特定社區的其他法規。

### 中華民國（台灣）
中華民國法律中的都市計畫土地使用分區相關法規，是由直轄市、省級地方政府所訂定，如《臺北市土地使用分區管制自治條例》。詳細分區資訊可由內政部營建署城鄉發展分署《全國土地使用分區資料查詢系統》查詢。

### 中華人民共和國（大陸）
中華人民共和國的城市土地使用分區由控制性详细规划中的法定圖則管控。

### 日本
日本的区域划分，也叫「用途地域」，主要有12个。每个区划都指定這塊土地上建筑的使用限制，包括建筑的用途、經營種類、建筑高度、阳光照射和通风等。不同于单一区域划分，分区是通过允许的「最高使用强度」用途来定义的。在允许较高强度用途的分区中，较低强度的用途也是允许的（例如工业区的「工业」作为高强度使用，但仍然允许低强度的「住宅」出现），但在较低强度的分区中，较高强度的用途则不被允许。日本的区域划分给建筑开发者和城市居民提供了很高的灵活性，确保了低强度区有安全和免嘈杂的环境，也确保了高强度区域可以有低强度事业来提供便利性和商业活力。此外，不同区域中的灵活用途也保证了各种价格的土地都可在市场上找到。
| 用途地域                 | 介绍 |
| ------------------------ | --- |
| 第一種低層住居専用地域   | 低层住宅专属地域，允许建造低层住宅、小型商店、小型办公场所、公共服务设施、福利设施、小型诊所、中小学校和宗教建筑。                     |
| 第二種低層住居専用地域   | 低层住宅专属地域，除了上面第一种地域中的經營種類外，还额外允许建造150 m2以上面积的建筑。                                               |
| 第一種中高層住居専用地域 | 中高层建筑专属地域，除了允许上面地域中的經營種類外，还额外允许建设大型医院、大学和建筑面积为500 m2以下的商店。                         |
| 第二種中高層住居専用地域 | 中高层建筑专属地域，除了允许上面地域中的經營種類外，还允许建设面积最多1,500 m2的写字楼和商店。                                         |
| 第一種住居地域           | 一般住居地域，准许以上經營種類外，还允许建设游泳馆、酒店、办公室和面积最多为3,000 m2的商店。                                           |
| 第二種住居地域           | 一般住居地域，准许以上經營種類外，还允许建设卡拉OK和博彩设施，建筑在该地域几乎没有大小限制。                                           |
| 準住居地域               | 基于以上两种住居地域的扩充，考虑到车辆存放设施，该类住居地域额外允许各类停车场和垂直停车楼的建设，以及最多200 m2的餐饮、电影院等设施。 |
| 近隣商業地域             | 主要为例如商店街的近隣商业区域设置，除了準住居地域的权利外，额外允许汽车修理店、大型演艺设施等。                                       |
| 商業地域                 | 总体限制最少的地域，除了以上权力外，还额外允许大型餐饮设施和公众浴场。                                                                 |
| 準工業地域               | 为轻工业和服务业设置的地域，除了商業地域准许的大部分设施外，还额外允许对环境没有过大危害的工厂。                                       |
| 工業地域                 | 为工业设施设置的地域，额外允许各类工厂，但是不允许学校、大学、大型医院、旅馆和大型娱乐设施的建造。                                     |
| 工業専用地域             | 为工业设施设置的地域，和工业、经济作业无关的设施均不允许建造，例如住宅、商业、娱乐业。                                                 |

## 外部連結
- .   [2016-09-10]. （原始内容存档于2020-05-30）.
- 鄧寶善 TANG Bo-sin.  (PDF). 智經研究中心. 2012-03-15  [2018-11-14]. （原始内容存档 (PDF)于2017-09-19） （英语）.